# Bienal Española de Arquitectura y Urbanismo
La Bienal Española de Arquitectura y Urbanismo está impulsada por el Ministerio de Fomento del Gobierno de España con la idea de premiar los mejores proyectos desarrollados por profesionales de la arquitectura y el urbanismo españoles en el periodo comprendido de dos años, así como un lugar de debate sobre los grandes problemas de actualidad que inciden en la arquitectura y el urbanismo.

## Historia
Su primera edición se celebró en Madrid en 1989 y en principio fue bautizada como Bienal de Arquitectura Española. Desde su primera edición ha ido integrando un conjunto de actividades específicamente relacionadas con la Arquitectura, organizadas por las diversas instituciones colaboradoras, una exposición itinerante que recoge en cada una de sus ediciones aquellas obras que por sus cualidades han sido merecedoras de ser finalistas en la Bienal y los premios establecidos en cada una de sus categorías.
Hasta el momento actual se han celebrado dieciséis ediciones, habiendo tenido lugar la última de ellas en Sevilla, concretamente en la Real Fábrica de Artillería de Sevilla, en el año 2023.

## Premios
La BEAU premia los trabajos y obras realizados en España referidos a los siguientes aspectos: Patrimonio y transformación, Urbanismo (paisaje y ciudad) e Investigación. Asimismo, también existe una convocatoria para premiar Proyectos Fin de Carrera de alumnos pertenecientes a todas las escuelas superiores de Arquitectura de España y españoles estudiando en Universidades de diferentes países, en reconocimiento a la labor en el ámbito académico.
Dentro de estos tres grupos, se distinguen las siguientes categorías: 
- Obras de edificación, urbanización y renovación urbana
- Publicaciones (ya sea en papel, como libros y revistas, ya sea en otros soportes, como el formato vídeo)
- Producto
- Investigación
- Exposiciones

## Entidades colaboradoras
En la organización de la BEAU colaboran la Dirección General de Arquitectura, Vivienda y Suelo, en colaboración con el Consejo Superior de los Colegios de Arquitectos de España (CSCAE), la Fundación Caja de Arquitectos y la Unión de Agrupaciones de Arquitectos Urbanistas (UAAU).